# Người Kassite

Đế chế Babylon dưới sự thống trị của người Kassites.

Người Kassite là một dân tộc ở Cận Đông cổ đại đã chiếm được thành Babylon sau sự sụp đổ của đế quốc Cổ Babylon từ khoảng năm 1531 tới năm 1155 trước Công nguyên. Người ta phân loại ngôn ngữ của họ như một thứ ngôn ngữ độc lập, chứ không phải là ngôn ngữ Semit hoặc Ấn-Âu.

## Lịch sử
Khởi nguồn của người Kassite không được xác định rõ, nhưng dường như là trong dãy núi Zagros ở Lorestan (Iran ngày nay), mặc dù, cũng như người Elam, người Guti và người Mannea, họ không liên quan đến các dân tộc Ấn-Âu/Iran sau này, người Media và Ba Tư đã thống trị khu vực này một ngàn năm sau đó Họ xuất hiện lần đầu tiên trong lịch sử vào thế kỷ 18 trước Công nguyên khi họ tấn công Babylon trong năm thứ 9 của triều đại Samsu-iluna (trị vì khoảng năm 1749-1712 BC), con trai của Hammurabi. Samsu-iluna đẩy lùi họ, cũng như Abi-Eshuh, nhưng sau đó họ đã giành được quyền kiểm soát của Babylon vào khoảng năm 1570 trước Công nguyên khoảng 25 năm sau sự sụp đổ của Babylon bởi người Hittite trong khoảng năm 1595 trước Công nguyên, và tiếp tục chinh phục một phần phía Nam của Lưỡng Hà, tương ứng với Sumer cổ đại và được gọi là triều đại của Sealand khoảng năm 1460 trước Công nguyên. Người Hittite đã lấy đi tượng thần Marduk, nhưng những vị vua Kassite đã giành lại nó, đem tượng Marduk quay về Babylon, và tôn thờ ông ta ngang bằng với Shuqamuna của người Kassite. Những tình tiết về sự bành trướng quyền lực của họ chưa được biết, do thiếu tài liệu vào thời gian này mà được gọi là "Kỉ nguyên bóng tối".
Babylon dưới sự cai trị của người Kassite, những người đã đổi tên thành phố thành Karanduniash , lại nổi lên như một trung tâm quyền lực,chính trị và quân sự ở vùng Lưỡng Hà. Một kinh đô mới đã được xây dựng, thành phố Dur-Kurigalzu mang tên của Kurigalzu I nhằm tôn vinh ông(khoảng đầu thế kỷ 14 trước Công nguyên).
Thành công của họ được xây dựng dựa trên sự ổn định chính trị tương đối mà các vị vua Kassite đạt được. Họ thực tế đã cai trị Babylon mà không bị gián đoạn trong gần 400 năm, triều đại cai trị lâu nhất hơn bất kỳ triều đại nào trong lịch sử Babylon.
Chính nhờ biến miền nam Lưỡng Hà thành một nhà nước có lãnh thổ, chứ không phải là một mạng lưới liên minh hoặc các quốc gia thù địch, đã giúp Babylonia thành một quyền lực quốc tế, mặc dù nó thường bị lu mờ bởi người hàng xóm Assyria ở phía Bắc, và Elam về phía đông. Các vị vua Kassite thiết lập thương mại và ngoại giao với Assyria. (Puzur Ashur III của Assyria và Burna-Buriash I đã ký một hiệp ước đồng ý về biên giới giữa hai quốc gia vào giữa thế kỷ 16 trước Công nguyên). Hoàng gia Ai Cập, Elam, và Hittite, và Kassite đều có quan hệ hôn nhân giữa các hoàng gia của họ. Đã có nhiều thương nhân nước ngoài tại Babylon, và thành phố khác, và thương nhân Babylon cũng đã có mặt tại Ai Cập (một nguồn cung lớn của vàng Nubia) tới Assyria và Anatolia.
Một hiệp ước nữa giữa Kurigalzu I và Ashur-bel-nisheshu của Assyria đã được thoả thuận trong giữa thế kỷ 15. Tuy nhiên, bản thân Babylon đã bị tấn công và nằm dưới sự thống trị của Assyria trong nhiều thế kỷ tiếp theo sau khi Ashur-uballit I lên ngôi trong năm 1365 trước Công nguyên, ông đã biến người Assyria (cùng với Hittite và Ai Cập) trở thành một trong những thế lực hùng mạnh ở vùng Cận Đông. Babylon bị cướp phá bởi vua Assyrian Ashur-uballit I (1365 TCN - 1330 TCN) vào khoảng những năm 1360 sau khi vị vua Kassite ở Babylon, người đã kết hôn với con gái của Ashur-uballit, đã bị ám sát. Ashur-uballit nhanh chóng tiến quân đến Babylon và báo thù cho con rể mình, lật đổ vị vua ở đấy và đưa Kurigalzu II thuộc hoàng gia Kassite lên làm vua ở đó. Người kế nhiệm ông ta, Enlil nirari (1330 trước Công nguyên đến năm 1319) cũng tấn công Babylon và người chắt nội của ông ta Adad-nirari I (1307-1275 trước Công nguyên) đã sáp nhập lãnh thổ Babylon khi ông trở thành vua. Tukulti-Ninurta I (1244 BC -1208 trước Công nguyên) không chỉ đơn thuần thống trị Babylon mà còn đã tiến xa hơn, chinh phục vùng Babylonia, lật đổ Kashtiliash IV và tự mình cai trị ở đó 8 năm từ năm 1235 trước Công nguyên đến năm 1227 trước Công nguyên.
Các vị vua Kassite duy trì quyền kiểm soát vương quốc của họ thông qua một mạng lưới các tỉnh được quản lý bởi các vị tỉnh trưởng. Gần như bình đẳng với các thành phố hoàng gia Babylon và Dur-Kurigalzu, sự hồi sinh của thành phố Nippur biến nó thành tỉnh quan trọng nhất. Nippur, thành phố trước đây, vốn đã được hầu như bị bỏ hoang vào khoảng năm 1730 trước Công nguyên, được xây dựng lại trong thời kỳ Kassite. Trong thực tế, dưới chính quyền Kassite, thống đốc của Nippur, những người đã lấy danh hiệu có nguồn gốc từ tiếng Sumer là Guennakku. Họ cai trị như là một loại vua chư hầu hay tiểu vương. Uy tín của Nippur là đủ để cho một loạt các vị vua Kassite vào thế kỷ 13 trước Công nguyên lấy lại tước hiệu tỉnh trưởng Nippur cho bản thân.
Các trung tâm quan trọng khác trong thời kỳ Kassite là Larsa, Sippar và Susa. Sau khi triều đại Kassite bị lật đổ năm 1155 trước Công nguyên, các hệ thống của chính quyền tỉnh vẫn còn tiếp tục tồn tại và đất nước đã được tái thống nhất sau đó dưới sự cai trị của vương triều kế tục, triều đại thứ hai của Isin.
Người Elam chinh phục Babylon vào thế kỷ thứ 12 trước Công nguyên, điều này đã đánh dấu sự kết thúc nhà nước Kassite. Vị vua cuối cùng của người Kassite, Enlil nadin-ahi, đã bị đưa đến Susa và cầm tù ở đóng ở đó cho tới khi qua đời.
Người Kassite một thời gian ngắn đã giành lại quyền kiểm soát vùng Babylonia với vương triều thứ 5 (1025 TCN-1004 TCN), tuy nhiên họ đã bị lật đổ một lần nữa, lần này bởi một triều đại người Aramea.
Người Kassite sau đó tiếp tục như một nhóm dân tộc riêng biệt ở vùng núi Lorestan (Luristan) sau khi nhà nước Kassite sụp đổ. Các ghi chép của Babylon đã mô tả vua Assyria, Sennacherib trong chiến dịch về phía Đông của ông vào năm 702 trước Công nguyên, rằng ông ta đã chinh phục người Kassite trong một trận chiến gần Hulwan, Iran.
Herodotos và các nhà văn Hy Lạp cổ đại khác đôi khi đề cập đến khu vực xung quanh Susa là "Cissia", một biến thể của tên Kassite. Tuy nhiên, nó không phải là rõ ràng rằng liệu là người Kassites đã thực sự sống trong khu vực đó vào thời điểm này.
Herodotus đã gần như chắc chắn đề cập đến người Kassite khi ông mô tả "người Ethiopia châu Á" trong quân đội Ba Tư xâm chiếm Hy Lạp vào năm 492 trước Công nguyên. Một sự nhầm lẫn tương tự người Kassites với người Ethiopia là điều hiển nhiên trong các tác phẩm Hy Lạp cổ đại về người anh hùng của cuộc chiến tranh Trojan Memnon, đôi khi được mô tả như là một người "Cissia" và là người sáng lập của thành Susa, và vào một thời điểm khác là người Ethiopia. Theo Herodotus, "người Ethiopia châu Á " không sống ở Cissia, nhưng ở phía bắc, giáp với "người Paricania" mà tiếp đó lại giáp người Medes.
Vào giai đoạn sau của nhà Achaemenid, người Kassite, còn gọi là "Kossaei", sống ở vùng núi phía đông của Media và là một trong một số bộ tộc núi "ăn cướp" thường xuyên bòn rút những "món quà" của người Ba Tư Achaemenid, theo một trích dẫn của Nearchos bởi Strabo (13.3.6).
Nhưng người Kassite một lần nữa lại chiến đấu ở phía bên người Ba Tư trong trận Gaugamela vào năm 331 trước Công nguyên, mà sau đó đế quốc Ba Tư đã thất bại trước Alexander Đại đế, theo Diodorus Siculus (17,59) (người gọi họ là "Kossaei") và Curtius Rufus (4.12) (người gọi họ là "cư dân của núi Cossaea").
Strabo đã viết rằng người "Kossaei" đóng góp 13.000 cung thủ cho quân đội của Elymais trong một cuộc chiến tranh chống lại Susa và Babylon. Tuyên bố này là khó hiểu, vì Babylon đã bị mất tầm quan trọng dưới sự cai trị của nhà Seleukos vào thời điểm Elymais trỗi dậy vào khoảng năm 160 TCN. Nếu "Babylon" được hiểu nghĩa là nhà Seleukos, thì trận chiến này đã xảy ra vào khoảng giữa thời điểm trỗi dậy của Elymais và thời điểm Strabo qua đời khoảng năm 25 CN. Nếu "Elymais" được hiểu nghĩa là Elam, thì trận chiến này có thể xảy ra trong thế kỷ thứ 6 trước Công nguyên.
Bằng chứng muộn nhất về nền văn hóa Kassite là một chú giải của nhà địa lý học Ptolemaios vào thế kỷ 2, theo đó "dân Kossaei" sống ở miền Susan, gần sát "dân Elymais". Đó có lẽ là một trong những trường hợp mà Ptolemaios lệ thuộc vào các tư liệu lỗi thời.
Người ta tin rằng tên của sông Kashgan ở Lorestan được đặt theo tên của dân tộc này.

## Triều đại Kassite ở Babylon
| Người cai trị              | Thời gian trì vì         | Ghi chú                                                                             |
| -------------------------- | ------------------------ | ----------------------------------------------------------------------------------- |
| Agum II hoặc Agum-Kakrime  |                          | Đưa tượng thần Marduk trở về Babylon                                                |
| Burnaburiash I             |                          | ký hiệp ước với Puzur-Ashur III của Assyria                                         |
| Kashtiliash III            |                          |                                                                                     |
| Ulamburiash                |                          | Xâm lược Sealand Dynasty                                                            |
| Agum III                   |                          |                                                                                     |
| Karaindash                 |                          | ký hiệp ước với Ashur-bel-nisheshu của Assyria                                      |
| Kadashman-harbe I          |                          | Tiến hành chiến dịch chống lại người Sutû                                           |
| Kurigalzu I                |                          | Thành lập Dur-Kurigalzu và cùng thời với Thutmose IV                                |
| Kadashman-Enlil I          | ca. 1374—1360 BC (ngắn)  | Cùng thời với Amenophis III của người Ai Cập Amarna letters                         |
| Burnaburiash II            | ca. 1359—1333 BC (Ngắn)  | Cùng thời với Akhenaten và Ashur-uballit I                                          |
| Kara-hardash               | ca. 1333 BC (Ngắn)       | Cháu nội của vua Ashur-uballit I của Assyria                                        |
| Nazi-Bugash hoặc Shuzigash | ca. 1333 BC (Ngắn)       | Một kẻ cướp ngôi "son of a nobody"                                                  |
| Kurigalzu II               | ca. 1332—1308 TCN (Ngắn) | con trai của Burnaburiash II, Thua? trận Sugagi trước Enlil-nirari của Assyria      |
| Nazi-Maruttash             | ca. 1307—1282 TCN (Ngắn) | Mất vùng đất vào tay Adad-nirari I của Assyria                                      |
| Kadashman-Turgu            | ca. 1281—1264 TCN (Ngắn) | Cùng thời với Hattusili III của người Hittite                                       |
| Kadashman-Enlil II         | ca. 1263—1255 TCN (Ngắn) | Cùng thời với Hattusili III của người Hittite                                       |
| Kudur-Enlil                | ca. 1254—1246 TCN (Ngắn) | Thời kì Nippur phục hưng                                                            |
| Shagarakti-Shuriash        | ca. 1245—1233 TCN (Ngắn) | "Non-son of Kudur-Enlil" according to Tukulti-Ninurta I of Assyria                  |
| Kashtiliashu IV            | ca. 1232—1225 TCN (Ngắn) | Bị lật đổ bởi Tukulti-Ninurta I của Assyria                                         |
| Enlil-nadin-shumi          | ca. 1224 TCN (Ngắn)      | Vua chư hầu của Assyria                                                             |
| Kadashman-Harbe II         | ca. 1223 TCN (Ngắn)      | Vua chư hầu của Assyria                                                             |
| Adad-shuma-iddina          | ca. 1222—1217 TCN (Ngắn) | Vua chư hầu của Assyria                                                             |
| Adad-shuma-usur            | ca. 1216—1187 BC (Ngắn)  | Sender of rude letter to Aššur-nirari và Ilī-ḫaddâ, the kings of Assyria            |
| Meli-Shipak II             | ca. 1186—1172 BC (Ngắn)  | Correspondence with Ninurta-apal-Ekur confirming foundation of Near East chronology |
| Marduk-apla-iddina I       | ca. 1171—1159 BC (Ngắn)  |                                                                                     |
| Zababa-shuma-iddin         | ca. 1158 BC (Ngắn)       | Bị đánh bại bởi Shutruk-Nahhunte của Elam                                           |
| Enlil-nadin-ahi            | ca. 1157—1155 BC (Ngắn)  | Bị đánh bại bởi Kutir-Nahhunte II của Elam                                          |